# Philactis
Philactis là một chi thực vật có hoa trong họ Cúc (Asteraceae).

## Loài
Chi Philactis gồm các loài: